# Mitreola petiolatoides
Mitreola petiolatoides là một loài thực vật có hoa trong họ Mã tiền. Loài này được P.T. Li mô tả khoa học đầu tiên năm 1979.